# Macropholidus annectens
Espèce
Synonymes
- Pholidobolus annectens (Parker, 1930)

Statut de conservation UICN

 EN B1ab(iii) : En danger
Macropholidus annectens est une espèce de sauriens de la famille des Gymnophthalmidae.

## Répartition
Cette espèce est endémique de la province de Loja en Équateur.

## Publication originale
- Parker, 1930 : Two new reptiles from southern Ecuador. Annals and Magazine of Natural History, sér. 10, vol. 5, p. 568-571.